# Nationalisme modéré
Le nationalisme modéré est une version modérée du nationalisme. Il est moins exigeant que le nationalisme classique et comporte plusieurs sous-types tels que le nationalisme civique (également appelé nationalisme libéral). Le nationalisme modéré est similaire au patriotisme, bien qu'il reste différent, car le nationalisme modéré est toujours axé sur les questions culturelles et ethniques tandis que le patriotisme accorde plus de valeur à la formation d'une communauté civique et à la loyauté envers l'État.
Le nationalisme modéré a joué un rôle important dans l'histoire du nationalisme irlandais et nationalisme indien.
Certains articles d'opinion américains ont également appelé à l'adoption d'un nationalisme modéré par la Société américaine d'aujourd'hui,.